# Ahaetulla dispar
Espèce
Synonymes
- Tragops dispar Günther, 1864

Statut de conservation UICN

 NT  : Quasi menacé
Ahaetulla dispar  est une espèce de serpents de la famille des Colubridae.

## Répartition
Cette espèce est endémique des Ghâts occidentaux en Inde.

## Description
Ahaetulla dispar est une espèce légèrement venimeuse mais généralement inoffensive pour les humains. Elle est vivipare. Dans sa description Günther indique que les mâles sont vert brillant et les femelles de couleur bronze. L'une des femelles étudiées, portant des œufs, mesurait 66 cm dont 20 cm pour la queue.

## Publication originale
- Günther, 1864 : The Reptiles of British India, p. 1-452 (texte intégral).